# روي فيليبس
روي فيليبس (بالإنجليزية: Roy Phillips) هو كاتب أغاني بريطاني، ولد في 5 مايو 1941 في بول في المملكة المتحدة.

## وصلات خارجية
- روي فيليبس على موقع ميوزك برينز (الإنجليزية)
- روي فيليبس على موقع أول ميوزيك (الإنجليزية)
- روي فيليبس على موقع ديسكوغز (الإنجليزية)